# Exhyalanthrax innocens
Exhyalanthrax innocens är en tvåvingeart som först beskrevs av Austen 1936.  Exhyalanthrax innocens ingår i släktet Exhyalanthrax och familjen svävflugor. Inga underarter finns listade i Catalogue of Life.